# 普瓦圖的菲利普
普瓦圖的菲利普（英語：Philip of Poitou，？—1208年4月22日）於1197年至1208年間擔任達勒姆主教，在此之前是坎特伯雷總執事。

## 早年生活
菲利普的出身和早年經歷不詳，不過據說他可能接受過大學教育。關於他的最早記錄是在1191年，當時他正陪同理查一世進行第三次十字軍東征，在與理查一世在賽普勒斯的婚姻有關的文件中。理查一世在德國被俘時，菲利普與理查的隊伍在一起。1194年3月之前，他被理查一世任命為坎特伯雷總執事，此前他曾是王室書記官。曾有人試圖任命他為約克郡院長，但政治因素阻止了這項任命。

## 主教
菲利普於1195年11月被任命為達勒姆主教。1196年1月，他被主教會議正式選舉為主教。教宗於1196年4月13日確認他的當選，他於1196年6月15日被祝聖為神父。1197年4月20日，羅馬教宗最終祝聖他為主教。在祝聖之前，他獲得在達勒姆經營鑄幣廠的許可，並任命他的侄子艾梅里克（Aimeric）為達勒姆和卡萊爾的總執事。
1197年初，菲利浦與利雪主教威廉·德·魯皮耶爾（Wiliam de Rupierre）一起前往羅馬，向教宗策肋定三世爭論法國的土地問題。正是在這次成功的談判過程中，教宗祝聖了他的主教職位。1198年，菲利普被派往德國參加皇帝亨利六世的繼任者選舉。
菲利普出席1199年英格蘭國王約翰的加冕禮，並試圖抗議加冕禮在沒有約克大主教在場的情況下舉行。加冕禮後，他受僱於約翰，負責與蘇格蘭的外交事務。1201年，他前往聖地亞哥-德孔波斯特拉朝聖。回國後，他參與解決理查一世的王后納瓦拉的貝倫加麗亞的嫁妝權問題，但之後有將近三年的時間沒有出現在國王的宮廷中。
1207年，菲利普因約翰有權向教會佃戶徵稅而與約翰發生爭執。菲利普否認約翰有此權利，但與約克大主教傑佛瑞一起沒收了約翰的土地。傑佛瑞和菲利普都去了國王的宮廷，請求寬恕。菲利普不得不為獲得寬恕支付罰金。
身為主教，菲利普與教會的修道士們就主教任命神職人員為教會服務的權利發生了爭執。修道士們一度被圍困在大教堂裡，修道士長被逐出教會。一些資料指責主教的侄子艾梅里克煽風點火，但菲利普也對修道士一方提出激烈的質疑。最終雙方達成了和解。

## 逝世
菲利普於1208年4月22日去世。據說修道士們拒絕為他舉行基督教葬禮，他的遺體最終被埋在一個不起眼的墳墓裡，沒有任何宗教儀式。然而，他的墓碑卻被記錄在了教堂中。

## 引用文獻
1. 1 2 3 4 5 6 7 8 9  Snape "Poitou, Philip of" Oxford Dictionary of National Biography
2. ↑  Gillingham Richard I p. 232
3. ↑  Greenway Fasti Ecclesiae Anglicanae 1066–1300: Volume 2: Monastic Cathedrals (Northern and Southern Provinces): Canterbury: Archdeacons of Canterbury
4. 1 2 3  Fryde, et al. Handbook of British Chronology p. 241
5. ↑  Powicke Loss of Normandy p. 115
6. ↑  Gillingham Richard I p. 311
7. ↑  Bartlett England Under the Norman and Angevin Kings p. 473
8. 1 2  Warren King John p. 149-150
9. ↑  Warren King John p. 191
10. ↑  Greenway Fasti Ecclesiae Anglicanae 1066–1300: Volume 2: Monastic Cathedrals (Northern and Southern Provinces): Durham: Bishops